# Marco Angeli
Marco Angeli (Sartène, 7 février 1902 – Salò, 22 décembre 1985) était un médecin et homme politique corse, auteur de la revue littéraire « A Muvra ». Irrédentiste engagé, il soutenait le rattachement de la Corse à l'Italie.

## Biographie
Né à Sartène, d'une famille corse originaire de la République de Gênes, il s'installe en Italie en raison de ses idéaux irrédentistes et obtient son diplôme de médecine à l'Université de Pise.
L'irrédentiste Marco Angeli a écrit en 1924 le premier livre en "corse" (intitulé Terra còrsa ) et de nombreuses paroles dans ce dialecte/langue (intitulé Malincunie) à Ajaccio . Il a même créé et écrit le journal «Gioventù» du « Parti d'action corse », partiellement en italien et en corse.
En 1930, Marco Angeli créa les « Gruppi d'Azione Corsa », qui fit une grande propagande en Italie et en Corse contre le contrôle de l'île par la France : déjà en 1931, il comptait plus de mille membres. Il avait de l'amitié avec Petru Rocca et l'influença pour devenir irrédentiste.
Au printemps 1943, Angeli revient avec Petru Giovacchini dans sa Corse -occupée par les troupes italiennes en novembre 1942- pour tenter de promouvoir une union administrative de l'île au Royaume d'Italie (comme la Dalmatie) : mais il échoue à cause de l'opposition allemande nazie.
Après la défaite italienne lors de la Seconde Guerre mondiale, Angeli fut condamné à mort par un tribunal français, mais il échappa à la peine en restant en Italie pour le reste de sa vie.